# Saprolegnia

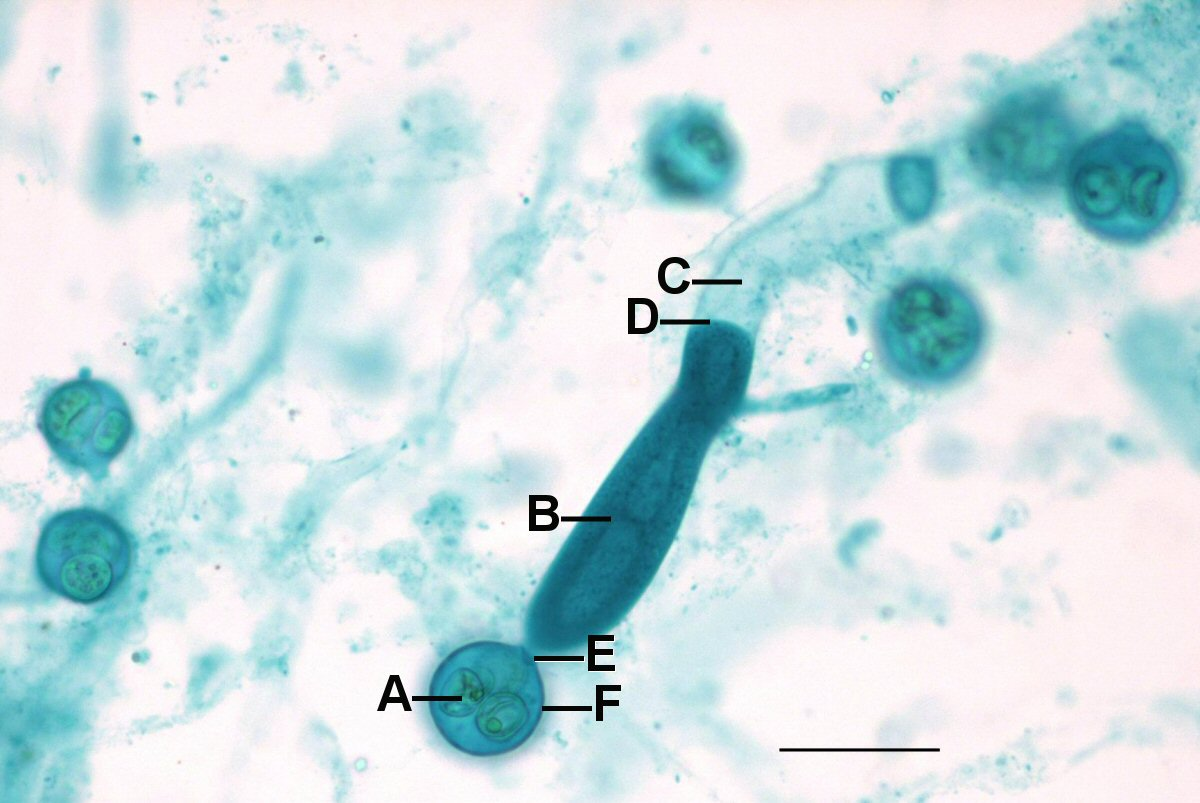
A – zygota, B – zoosporangium, C – strzępka wegetatywna, D – przegroda zoosporangium, E – przegroda lęgni, F – lęgnia. Skala = 0,2 mm

Saprolegnia Nees – rodzaj organizmów grzybopodobnych zaliczanych do lęgniowców.

## Charakterystyka
Do rodzaju Saprolegnia należą szeroko rozprzestrzenione gatunki grzybów wodnych. Większość to grzyby saprotroficzne, głównie koprofilne, odżywiające się odchodami ryb i inną martwą materią organiczną, ale są wśród nich także pasożyty kolonizujące skórę ryb i powodujące u nich chorobę zwaną saprolegniozą. Mogą jednak zainfekować tylko rany na skórze, nie rozwijają się na skórze nieuszkodzonej. Na opanowanych przez nie rybach widoczne są cienkie, białe włókna, wyglądem przypominające puch bawełny.
Są odporne na szeroki zakres temperatur od 3 do 33° C, ale częściej występują w niższych temperaturach. Chociaż najczęściej występuje w wodach słodkich, tolerują również wodę słonawą, a nawet wilgotną glebę.
W fazie bezpłciowej Saprolegnia uwalnia pływki (zoospory). Pierwsza pływka w ciągu kilku minut otorbia się, kiełkuje i uwalnia kolejną pływkę. Druga pływka żyje dłużej; porusza się w wodzie szukając pokarmu, a jeśli go nie znajdzie znów otorbia się i uwalnia nową pływkę. Proces ten zwany poliplanetyzmem może powtarzać się kilka razy, u .S. parasitica 6-krotnie. Kiedy pływka dzięki zdolnościom chemotaktycznym znajdzie odpowiednie podłoże, otaczającymi ją włoskami przyczepia się do niego i może rozpocząć fazę rozmnażania płciowego. Najbardziej patogenne gatunki mają na końcach włosów małe haczyki, które zwiększają ich zdolność przyczepiania się do ryb. Rozmnażanie płciowe rozpoczyna się od wytworzenia odpowiednio męskiego i żeńskiego gametangium (plemnia i lęgnia). Te łączą się z sobą za pomocą włostka. W wyniku zapłodnienia powstaje zygota, a z niej oospora.
Przedstawiciele rodzaju Saprolegnia odróżniają się od grzybów kilkoma cechami:
- ich morfa bezpłciowa jest diploidalna,
- mitochondrium ma rurkowate grzebienie,
- w jądrze i protoplazmie są rurkowate mikrotubule
- w ścianie komórkowej brak chityny
- ich strzępki są koenocytarne, zamiast sept mają rzadkie włókna
- wytwarzają zoospory wykazujące własności chemotaktyczne[3].

## Systematyka i nazewnictwo
Pozycja w klasyfikacji według Index FungorumSaprolegniaceae, Saprolegniales, Saprolegniidae, Peronosporea, Incertae sedis, Oomycota, Chromista.
SynonimyArchilegnia Apinis 1935, Cladolegnia Johannes, 1955, Diplanes Leitg. 1868:
Gatunki występujące w Polsce
- Saprolegnia delica Coker 1923
- Saprolegnia diclina Humphrey 1893
- Saprolegnia eccentrica (Coker) R.L. Seym. 1970
- Saprolegnia ferax (Gruith.) Kütz. 1843
- Saprolegnia glomerata (Tiesenh.) A. Lund 1934
- Saprolegnia lapponica Gäum. 1918
- Saprolegnia lapponica Gäum. 1918
- Saprolegnia litoralis Coker 1923
- Saprolegnia mixta de Bary 1883
- Saprolegnia monilifera de Bary 1888
- Saprolegnia monoica Pringsh. 1858
- Saprolegnia parasitica Coker 1923

Wykaz gatunków polskich według W. Mułenko i in..